# Hyde Park Dutch Reformed Church

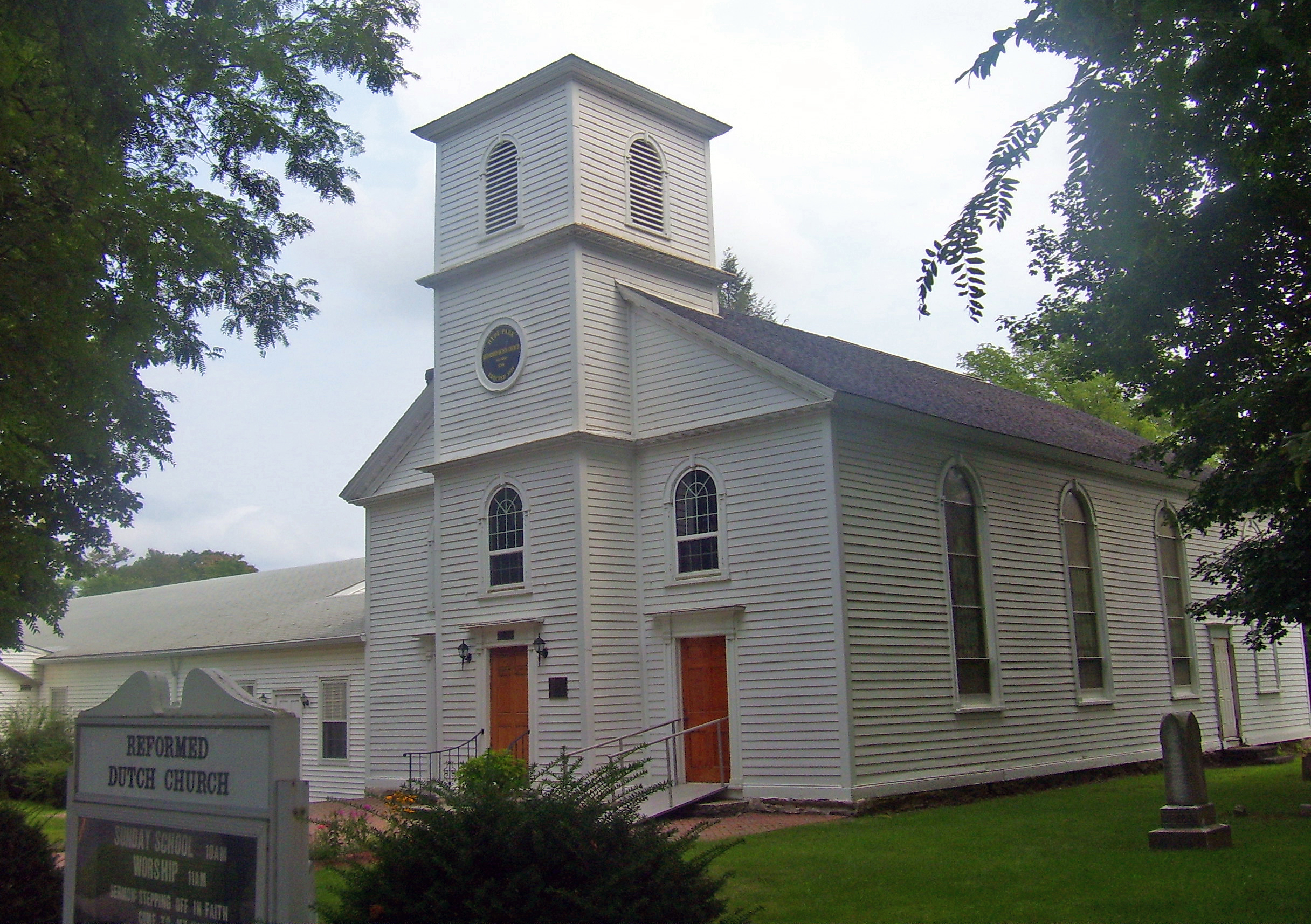
Ansicht auf West- und Südseite (2008)

Die Hyde Park Dutch Reformed Church ist ein Kirchengebäude am U.S. Highway 9 in der Ortsmitte von Hyde Park, New York in den Vereinigten Staaten und liegt nördlich des U.S. Post Office Hyde Park und der Kreuzung mit der Market Street im Zentrum der Stadt. Es handelt sich dabei um einen Komplex von mehreren Gebäuden auf einer rund 8000 m² großen Parzelle.
Der Ursprung der Gemeinde geht bis auf das Jahr 1789 zurück. Sie wurde drei Jahre später formal innerhalb der Dutch Reformed Church organisiert. Das Hauptgebäude wurde 1826 im Federal Style erbaut. Es wurde 1993 mit dem Friedhof, dem Pfarrhaus und einem Vortragssaal in das National Register of Historic Places eingetragen.

## Beschreibung
Auf der Parzelle, einem flachen mit Gras bewachsenen Grundstück mit einigen hohen Bäumen, befinden sich fünf Gebäude und der Kirchfriedhof. Drei der Gebäude und der Friedhof gelten als beitragend.

### Kirche
Die Kirche selbst ist ein zweistöckiges in Holzständerbauweise errichtetes Bauwerk mit drei Jochen, auf einem leicht freistehenden Steinsockel. Es ist mit waagrechten Brettern verschindelt. Das Satteldach ist mit Schindeln aus Teerpappe gedeckt. Ein vierstöckiger Kirchturm befindet sich an der Westseite. An der nordöstlichen Ecke wird das Dach von einem Backsteinkamin unterbrochen.
Ein einfaches Gesims markiert die Dachtraufe und läuft um das ganze Gebäude. An der Vorderseite ragt das mittlere Joch des Gebäudes hervor und bildet so die Basis des Kirchturms. Eine Doppeltür aus roten Holzpaneelen befindet sich in jedem der Joche. Sie ist von geriffelten Pilastern umgeben, die ein abschließendes Gesims tragen. Jeweils darüber befindet sich im zweiten Stock ein Fenster mit einem halbrunden Oberlicht. An der Attike befinden sich dekorative runde Lichtfenster, denen auch runde, durchbrochene Luftschlitze an beiden Seiten des Kirchturms entsprechen.
Nord- und Südseite der Kirche sind mit zurückversetzten Buntglasfenstern ausgestattet, vier auf der Nordseite und drei auf der Südseite. Fensterumfeld und Fensterbänke sind aus Holz. An der Südseite befindet sich zusätzlich ein kleiner Eingang.
Die Kirchenbänke im Innern sind um einen Mittelgang angeordnet, der zum erhöhten Altarraum führt, der von der Orgel flankiert wird, im Hintergrund befindet sich ein Säulengebälk mit seitlichen Pilastern. Eine hölzerne Treppe führt zur Empore, die von runden dorischen Holzsäulen getragen wird, ein Fries schmückt die Kante der Empore. Die Decke besteht aus gehämmertem Blech. Der größte Teil der Innenausstattung ist im Originalzustand.

### Weitere Bauwerke und Friedhof
Nördlich der Kirche befindet sich das einige Jahre später erbaute Pfarrhaus, dessen Haupttrakt in Form und Material in ähnlicher Weise konstruiert ist. Hinzu kommt ein zweistöckiger Westflügel mit einer umlaufenden Veranda, deren Flachdach von gedrechselten Pfosten getragen wird. Die Innenausstattung ist original.
Der Vortragssaal befindet sich südlich der Kirche. Es ist ein einstöckiges Bauwerk, dessen Seiten ebenfalls mit Brettern verschindelt sind und dessen Ecken mit Pilastern besetzt sind. Ein einfaches Gesims mit Fries bildet die Dachtraufe. Es gibt einen dreieckigen Lufteinlass im Ostgiebel. Der Haupteingang an der Westseite verfügt über ein Vestibül, dessen Dach mit Giebeldreieck von Pilastern an den Ecken getragen wird. Eine moderne Holztür ist von dekorativen Elementen umgeben. Ein Seitenflügel erstreckt sich an der Nordseite des Gebäudes.
Westlich und südlich der Kirche befindet sich der zugehörige Friedhof. Auf ihm befinden sich mehr als einhundert Grabmale aus Sandstein, Granit und Marmor, deren Entstehungszeit zwei Jahrhunderte umfasst. Die ältesten Gräber stammen aus dem Jahr 1790. Die verwendete Friedhofskunst reicht von einfachen Totenköpfen bei den älteren Gräbern bis hin zu den vor allem im 19. Jahrhundert üblichen Motiven, wie Urnen und der Bepflanzung mit Trauerweiden bei neueren Gräbern.
Ein Gemeinschaftshaus verbindet das östliche Ende der Kirche mit dem Pfarrhaus, außerdem existiert auf dem Grundstück ein Werkzeugschuppen. Diese beiden Bauwerke sind in einem ähnlichen Architekturstil erbaut, stammen aber aus neuerer Zeit und sind deswegen keine beitragenden Bauwerke.

## Geschichte
Hyde Park kam bereits vor dem Amerikanischen Unabhängigkeitskrieg zu seinem Namen, hatte aber noch kurz vor dem Krieg nur wenige Einwohner. Nach dem Krieg fanden die Einwohner einer kleinen Siedlung namens Stoutenburgh's Landing, dass sie eine Kirche benötigten. Sie erbauten eine Einheitskirche für alle Glaubensrichtungen. Man kam übereinkam, dass die Gemeinde, deren Mitgliederzahl ausreichend groß wurde, um ein eigenes Bauwerk zu unterhalten, das Bauwerk erhalten würde. Demzufolge wurde 1792 die Dutch Reformed Church in Hyde Park als eigenständige Kirchengemeinde anerkannt und erhielt die Kirche. Luke Stoutenburgh, einer der damaligen Grundbesitzer in der Gegend, stellte 2025 m² im Süden der Kirche zur Verfügung, sodass die Kirche erweitert werden konnte.
Die neue Kirche erhielt den Namen Reformed Church of Stoutsburg nachdem die Bevölkerung der Ortschaft 1803 beschloss, die Siedlung so zu benennen. 1817 nahm der Ort den Namen der Town Hyde Park an, was zur Umbenennung der Kirche führte. Acht Jahre später war die Kirche für die Gemeinde zu klein geworden, und so riss man das alte Gebäude 1825 nieder, um Platz für den ein Jahr später fertiggestellten Neubau zu schaffen. Die Kirche ist weniger ausgeschmückt als andere Bauten des Federal Style im Hudson Valley, was auf die religiöse Nutzung zurückzuführen ist.
Die Kirche erwarb 1833 das Grundstück nördlich des Kirchengebäudes und baute darauf das Pfarrhaus. Zwei Jahre später wurde der Kirchenbau selbst um 5,2 m nach Osten erweitert und der heutige Altar aus Mahagoniholz eingebaut, den eine andere Kirche in New York City gestiftet hatte. Seit jener Zeit wurde das Gebäude an der Außenseite nicht mehr verändert.
Kirchliche Aufzeichnungen weisen darauf hin, dass der jüngste beitragende Bestandteil, der Vortragssaal, vor 1858 hinzugefügt wurde. Im Gegensatz zur Kirche und dem Pfarrhaus errichtete man dieses Gebäude im neoklassizistischen Stil, der inzwischen den Federal Style als bevorzugter Baustil in den Vereinigten Staaten verdrängt hatte. Im Rahmen der letzten größeren Erneuerung der Kirche wurde 1885 die Odell Traktur-Orgel hinzugefügt. Um das Instrument unterzubringen, musste man eines der Fenster an der Südseite verdecken.
Das Gemeinschaftshaus wurde um 1960 errichtet. Zu Beginn des 21. Jahrhunderts begann ein Gemeindemitglied mit der Restaurierung der Orgel. Teile davon wurden zum Stimmen nach Maryland geschickt, eine Künstlerin aus North Carolina bemalte die Pfeifen neu.